# Marat Khusainov
Marat Rakimovič Khusainov (Karaganda, 20 maggio 1967) è un generale kazako attuale Vice-ministro della Difesa del Kazakistan e Capo di stato maggiore generale delle Forze armate della Repubblica del Kazakistan, prima della sua nomina al Ministero della Difesa era stato Comandante in capo delle Forze terrestri kazake.

## Biografia
Khusainov è nato a Karaganda nell'allora Repubblica Socialista Sovietica Kazaka. Si è diplomato all'Accademia militare superiore di comando di carri armati di Čeljabinsk nel 1988. Ha ottenuto la sua istruzione militare professionale all'Accademia militare delle forze corazzate "Malinovskij" nel 1997 ed è stato decorato con una medaglia d'oro dall'Accademia militare dello stato maggiore generale delle Forze armate russe nel 2010.

### Carriera militare
come ufficiale militare ha servito in diverse posizioni e ha comandato diverse unità ed veicoli da combattimento corazzati inclusi plotoni. Durante i suoi incarichi ha servito come comandante del comando regionale delle Forze terrestri kazake, istituendo una brigata di fanti di marina tra il 2001 e il 2002. Nel 2002 è stato trasferito ad Aktau ed rimasto in quella città fino al 2005.
quando ha ottenuto il suo diploma dall'Accademia militare dello stato maggiore generale delle Forze armate russe, è stato assegnato ai compiti di vice-comandante del comando regionale e in seguito capo di stato maggiore del comando orientale tra il 2010 e il 2013, del comando occidentale dal 2013 al 2014 e del comando meridionale dal 2014 al 2016. Dopo che ha finito il suo incarico al comando meridionale è stato promosso al rango di tenente generale.